# NGC 765
NGC 765 ist eine Balkenspiralgalaxie vom Hubble-Typ SBbc im Sternbild Widder auf der Ekliptik, welche etwa 234 Millionen Lichtjahre von der Milchstraße entfernt ist.
Das Objekt wurde am 8. Oktober 1864 von dem deutschen Astronomen Albert Marth entdeckt.